# Destuntzia
Destuntzia is een geslacht van schimmels behorend tot de familie Gomphaceae. 

## Soorten
Volgens Index Fungorum bevat het geslacht vijf soorten (peildatum maart 2023), namelijk:
| Soortnaam               | Auteur(s)                 | Publicatiejaar |
| ----------------------- | ------------------------- | -------------- |
| Destuntzia fusca        | Fogel & Trappe            | 1985           |
| Destuntzia rubra        | (Harkn.) Fogel & Trappe   | 1985           |
| Destuntzia saylorii     | Fogel & Trappe            | 1985           |
| Destuntzia solstitialis | Fogel & Trappe            | 1985           |
| Destuntzia subborealis  | (A.H. Sm.) Fogel & Trappe | 1985           |